# Toyota S-FR
Toyota S-FR to sportowy samochód koncepcyjny, mniejszy od modelu Toyota GT86, zaprezentowany po raz pierwszy na Salonie Motoryzacyjnym w Tokio w październiku 2015 roku.
S-FR  ma silnik zamontowany z przodu, napęd na tylną oś oraz sześciobiegową manualną skrzynię biegów. Stylistyką przypomina Toyotę Sports 800.
Z nieoficjalnych informacji, podanych przez portal www.sfrforums.com wynika, że samochód napędza 4-cylindrowy rzędowy silnik 1.5 DOHC o oznaczeniu 2NR-FKE z bezpośrednim wtryskiem paliwa, znanym z japońskiej wersji Corolli. Silnik ma moc 132 KM, wartość momentu obrotowego 148 Nm, zużycie paliwa wynosi 5 l/100 km według japońskich standardów. 
Toyota nie podjęła jeszcze decyzji o rozpoczęciu seryjnej produkcji S-FR. Jeśli do tego dojdzie, auto trafi na rynek w Japonii najwcześniej w 2018 roku i będzie kosztowało na japońskim rynku około 10 tys. dolarów. 

## Toyota S-FR Racing Concept
15 stycznia 2016 roku podczas targów samochodów prototypowych Tokyo Auto Salon Toyota zaprezentuje samochód S-FR Racing Concept, oparte na modelu koncepcyjnym S-FR auto w specyfikacji torowej. Samochód będzie miał poszerzone błotniki, kratki wentylacyjne na masce oraz deflektory i spojlery z przodu i z tyłu wzmocnione włóknem węglowym.